# Johan Fredric Söderhielm
Johan Fredric Söderhielm, född 9 april 1797 på Kivnäbben i Vika socken, död 18 mars 1875 i Säter, var en svensk militär.
Johan Fredric Söderhielm var son till kapten Pehr Söderhielm och Johanna Fredrica Nisser. Han blev förare vid Dalregementet 1812, fältväbel där 1813, fanjunkare 1814, konstituerad fänrik samma år, ordinarie fänrik 1815 och löjtnant 1819. Söderhielm avlade lantmäteriexamen 1821 och var auskultant vid storskiftes- och avvittringsverket i Dalarna samma år. Han blev ordinarie lantmätare 1822, kapten 1825, vice kommissionslantmätare 1832, premiärmajor 1835 och överstelöjtnant 1836. Söderhielm erhöll avsked från lantmäteristaten 1836 och var 1852–1868 överste och chef för Dalregementet. Han grundade och ägde Lindors manufakturverk i Djura församling och Säters kakelfabrik i Säter. Söderhielm blev 1836 riddare och 1861 kommendör av Svärdsorden.